# Tuga Tarle
Tuga Tarle (Zagreb, 17. veljače 1947.) je hrvatska diplomatkinja, promotorica hrvatske kulture, osnivačica i prva voditeljica humanitarne udruge Zaklada DORA te književnica i znanstvenica.

## Životopis
Tuga Tarle rodila se u Zagrebu 17. veljače 1947. godine. dr. sc. Tuga Tarle, u znanstveno-nastavnom zvanju predavačica, doktorirala na Sveučilištu u Zadru (tema disertacije:  mit o povratku u imaginariju hrvatske dijaspore u Australiji) i vanjska suradnica, voditeljica seminarske nastave Uvod u sociologiju hrvatskog iseljeništva na Hrvatskim studijima Sveučilišta u Zagrebu, diplomirala je filozofiju i komparativnu književnost na Sveučilištu u Zagrebu, a doktorirala u programu Humanističke znanosti, polje: Interdisciplinarne humanističke znanosti na Sveučilištu u Zadru 2022. godine. Osim redovitog školovanja (o.š.  Jabukovac i IV Gimnazija u zagrebu) završila je studij klasičnog baleta i diplomirala na Srednjoj baletnoj školi u Zagrebu. U mladosti se tijekom studiranja aktivno bavila plesom kao članica ansambla za suvremeni ples KASP i plesnom pedagogijom te kazališnom/plesnom kritikom i esejistikom u tiskanim medijima (Tlo, Oko, Prolog, Vjesnik, Večernji list), na I. programu Radija i na TV-u. Prvo radno iskustvo u pedagoškom radu stječe od 1973. do 1979. u Školi za balet i ritmiku (odjel za Klasični balet), a od 1979. radi kao suradnica u organizaciji kulturnih aktivnosti u Centru za kulturu Sveučilišta Susedgrad. U istom razdoblju vodi kulturne tribine u Kulturno informativnom centru u Zagrebu. 
Godine 1989. odlazi s obitelji u Melbourne gdje sljedeće dvije godine nastavlja novinarski i publicistički rad objavljujući u hrvatskom iseljeničkom tisku i na radijskoj postaji 3ZZZ kao vanjska suradnica te u medijima u domovini (Vjesnik, Danas, Matica). To je razdoblje stjecanja prvih snažnih iskustava o životu u dijaspori. 
Pred sam početak Domovinskog rata, u veljači 1991. vraća se u Hrvatsku, zapošljava kao savjetnica za kulturnu promidžbu pri Hrvatskoj matici iseljenika te postaje članica uredništva časopisa Matica gdje objavljuje osvrte i priloge na iseljeničke teme, surađuje na hrvatskom radiju (I. i III. program) te pokreće novu političku tribinu “Kamo ideš Hrvatska” (1992. – 1995.) u Kulturno informativnom centru, u Zagrebu koja je tijekom Domovinskog rata najpopularniji javni prostor sučeljavanja političara i istaknutih osoba iz javnoga života.
Godine 1991. u Hrvatskoj matici iseljenika osniva prvu humanitarnu organizaciju za pomoć djeci žrtvama rata pod nazivom Zaklada DORA koju kao ravnateljica vodi pet ratnih godina, do ljeta 1996. U vrijeme agresije na Hrvatsku organizira veliku humanitarnu mrežu kumova i dobrotvora od nekoliko tisuća osoba, udruga iz civilnog sektora te lokalnih i stranih organizacija od kojih jedan dio djeluje u domovini, a drugi u 33 zemlje svijeta. DORA je putem programa kumstava i „Dorinog mosta dobrote“ namijenjenog pomaganju siromašnih studenata te drugim oblicima pomoći, uz emocionalnu i moralnu pomoć koju je pružala svojim štićenicima i njihovim obiteljima (5.400 obitelji), prikupila donacije u iznosu od oko 12 milijuna dolara.
Godine 1994. pohađala je i uspješno položila Tečaj upravljanja krizama (Facilitating diploma) u specijalnom međunarodnom programu Health Instituta u Santa Cruzu, CA. Po povratku iz SAD-a pokreče i prvi savez lokalnih humanitarnih organizacija pod nazivom ''Hrvatska humanitarna mreža'' kojemu pristupa 130 lokalnih organizacija. Tijekom svoga predsjedničkog mandata pokreće niz aktivnosti, javnih tribina, okruglih stolova i edukativnih programa. 
Godine 1996. odlazi u diplomatsku službu Ministarstva vanjskih poslova RH na dužnost savjetnice za kulturu, iseljeništvo i medije u Canberri. Za vrijeme mandata u veleposlanstvu u Canberri okuplja grupu intelektualaca oko projekta Hrvatska/Australija i Novi Zeland, povijesne i kulturne veze te objavljuje zbornik radova o iseljeničkim temama (2000.) u ediciji Most Relations, Zagreb, radi na autorskom elaboratu SIGMa ili Muzeja hrvatskog iseljeništva te pokreće mjesečno promidžbeno okupljanje u veleposlanstvu Republike Hrvatske pod nazivom Hrvatski kulturni forum. 
Od 1999. do 2003. na službi je u veleposlanstvu Republike Hrvatske u Madridu gdje osniva Udrugu hrvatsko-španjolskog prijateljstva (2001), organizira niz kulturnih i promidžbenih priredaba, od izložbe knjiga Marka Marulića (Nacionalna knjižnica u Madridu), do velike polivalentne dvomjesečne akcije Hrvatsko proljeće na Balearima te inicira osnivanje lektorskog tečaja hrvatskog jezika na Sveučilištu Alcala de Henares.
Godine 2004. položila je Državni stručni ispit, a 2004. Diplomatski savjetnički ispit pod naslovom Uloga komunikacije u diplomatskoj promidžbi na Diplomatskoj akademiji MVEP-a. 
Od 2004. do 2007. radi u veleposlanstvu Republike Hrvatske u Santiagu de Chile gdje organizira veliku izložbu Hrvatska tradicijska kultura, brojna gostovanja i priredbe te je izabrana za tajnicu Konzularnog zbora diplomata akreditiranih u Čileu. 
Godine 2008. pohađala je seminar Uvod u javne politike pri Središnjem državnom uredu za upravu. 
Godine 2009. odlazi u veleposlanstvo Republike Hrvatske u Bratislavi gdje kao otpravnica poslova a.i. završava svoju diplomatsku karijeru 2013., a u međuvremenu (2011.) ondje osniva i Udrugu zamjenika veleposlanika te se bavi promoviranjem hrvatske kulture, političkom bilateralom i multilateralnom.
Objavila je 4 autorske knjige, uredila Zbornik Hrvatska /Australija i Novi Zeland, prevela i priredila za tisak knjigu ''Ime, život i avanture „nepoznatog osvajača“ Vinka Paletina iz Korčule Isacia Pereza Fernandesa'', u izdanju Matice hrvatske. Suradnica je u više izdanja Hrvatskoga iseljeničkog zbornika, časopisa Matica te brojnih drugih medija. Održala je više stotina predavanja te sudjelovala na međunarodnim kongresima i skupovima u zemlji i inozemstvu (Pamplona, Bolzano, Santiago de Chile, Murcia, Sydney, Zagreb, Šibenik, Valparaiso i dr.).
Po povratku u Hrvatsku osnovala je 2013. godine Udrugu OS, društvo za promidžbu hrvatskog kulturnog identiteta. Bila je članica Organizacijskog odbora I. i II. Hrvatskog iseljeničkog kongresa, uključena je u Organizacijski odbor III. Hrvatskog iseljeničkog kongresa, članica je Društva hrvatskih književnika i Hrvatskog diplomatskog kluba. Redovito vodi javne tribine i predavanja.